# Aloe aageodonta
Aloe aageodonta is een soort uit de affodilfamilie. De soortaanduiding aageodonta is afkomstig van de Griekse woorden aages, wat hart betekent en odontus, wat tand betekent. De eerste wetenschappelijke beschrijving door Leonard Eric Newton werd in 1993 gepubliceerd.

## Verspreiding
De soort groeit op rotsige heuvels in de Keniase provincie Mashariki, op hoogten van 960 tot 1250 meter.
... · 
A. aageodonta · 
A. cryptopoda (Blauwbladaloë) · 
A. dichotoma (Kokerboom) · 
A. plicatilis (Waaieraloë) · 
A. rauhii · 
A. vaombe · 
A. vera (Aloë vera) · 
A. zakamisyi · 
...